# Glyceria amurensis
Glyceria amurensis är en gräsart som beskrevs av N.S. Probatova. Glyceria amurensis ingår i släktet glycerior, och familjen gräs. Inga underarter finns listade i Catalogue of Life.